# Lactarius rufulus
Lactarius rufulus é uma espécie de cogumelo comestível da família de fungos Russulaceae. Seu corpo de frutificação forma um píleo ("chapéu") de cor marrom-avermelhada que pode atingir até 10 centímetros de diâmetro. Tem aspecto achatado, às vezes em forma de funil ou com um pequeno umbo. O tronco ou estipe tem uma superfície seca e lisa, e mede de 4 a 8 cm de altura. Pode ser sólido ou recheado com um micélio de aspecto algodonoso, embora às vezes se torne parcialmente oco a medida que envelhece. Nem as lamelas nem a carne se mancham quando o cogumelo é cortado ou danificado. O látex, a substância leitosa produzida pelo fungo, é escasso e de cor branco-amarelado quando exposto ao ar ambiente.
Descrita pela primeira vez por Charles Horton Peck em 1907, a espécie é considerada incomum. Pode ser encontrada apenas nos estados norte-americanos da Califórnia (onde são mais prevalentes na região mais ao sul) e do Arizona, além do México. Os corpos frutíferos crescem sobre o solo, espalhados ou em grupos, geralmente entre os meses de janeiro e março. O fungo tem estreita relação com carvalhos, formando uma associação simbiótica com as raízes destas árvores através de ectomicorrizas. Essa interação garante nutrientes para ambos.
L. rufulus é uma das poucas espécies de cogumelos comestíveis que se presta como ingrediente de sobremesas. Quando frescos, exalam um odor leve parecido com xarope de ácer. Mas após passarem por um processo de secagem, sua fragrância torna-se bastante "forte e inebriante". Picado ou em pó, o cogumelo seco é ingrediente de vários doces, tais como sorvetes, bolos, caramelos e biscoitos. São ainda um contraponto saboroso em pratos salgados, especialmente aqueles com carnes defumadas. Por ser uma espécie incomum, difícil de ser coletada em grande quantidade, seu preço nos mercados e feiras costuma ser elevado.

## Taxonomia e classificação
A espécie Lactarius rufulus foi descrita pela primeira vez na literatura científica pelo micologista norte-americano Charles Horton Peck em 1907, com base em espécimes colhidos na Universidade Stanford, no estado da Califórnia. As coleções pioneiras foram feitas por A. M. Patterson e S. Nohara, dois estudantes de botânica da Leland Stanford Junior University, que fizeram uma série de coletas durante o inverno do final de 1906 e início de 1907. O epíteto específico "rufulus" é uma palavra da língua latina que significa ruivo ou "marrom bem avermelhado".
O cogumelo está atualmente classificado na seção Thejogali do subgênero Russularia, dentro do gênero Lactarius. De acordo com os especialistas Lexemuel Ray Hesler e Alexander H. Smith, que publicaram uma monografia em 1979 sobre os fungos Lactarius encontrados na América do Norte, as espécies da seção Thejogali tem como característica possuir uma superfície com pequenas fendas ou fissuras irregulares, que se cruzam entre si, e entre elas "numerosos amontoados de células infladas". Eles chamaram este padrão de "rimulose-areolate". Espécies que também pertencem à seção Thejogali são L. fragilis, L. camphoratus, L. subserifluus, dentre outras.
Os cogumelos do gênero Lactarius são comumente conhecidos nos países de língua inglesa como milkcaps, e L. rufulus é popularmente chamado de rufous candy cap.

## Descrição

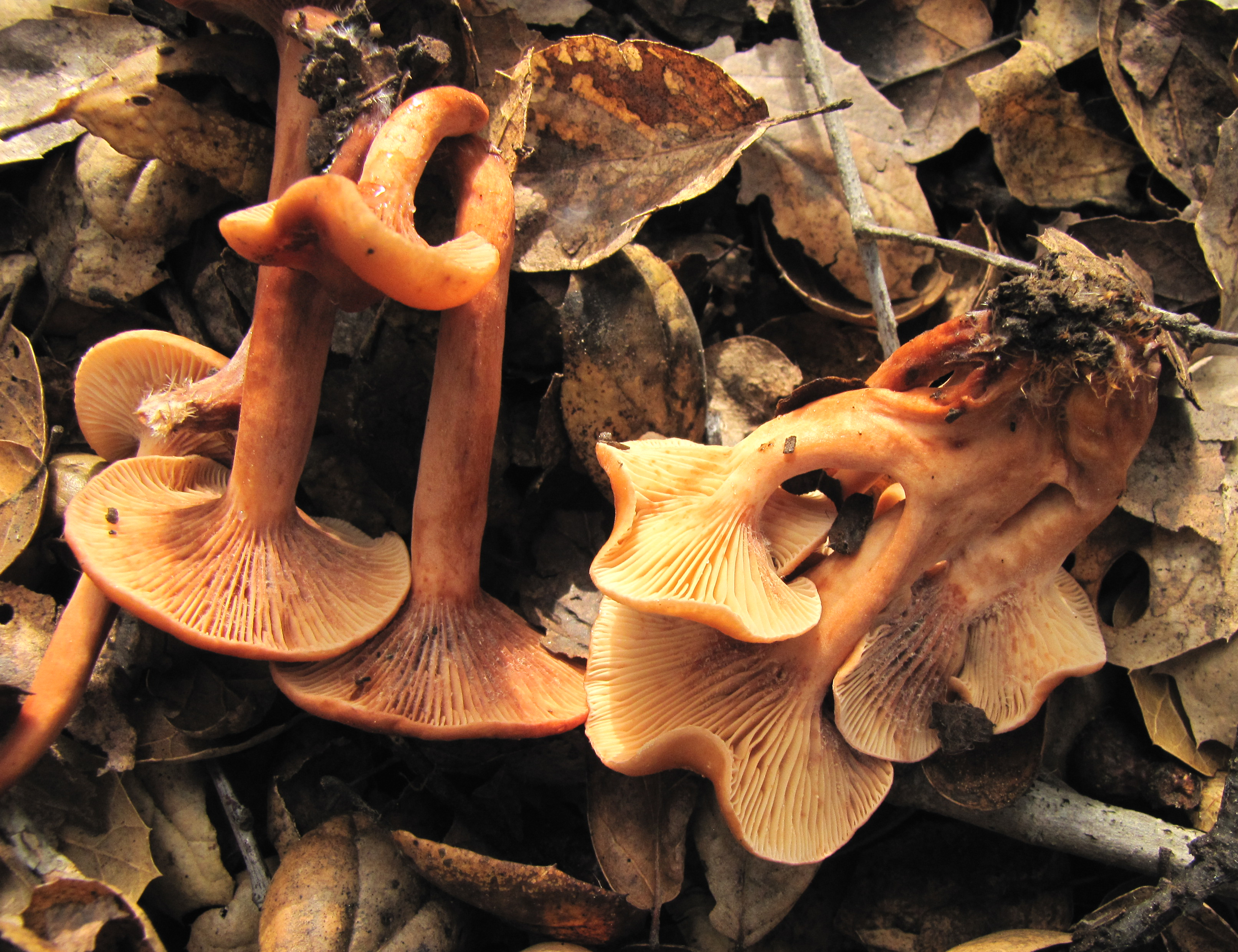
As lamelas são subdecorrentes, prolongando-se um pouco para abaixo do comprimento do tronco.

O píleo (o "chapéu" do cogumelo) de Lactarius rufulus mede de 3 a 10 centímetros de largura, é amplamente convexo, tornando-se depois achatado ou mesmo levemente em forma de funil, embora às vezes possua um pequeno umbo. A margem do píleo é inicialmente curvada para dentro, mas a curvatura se volta para cima na maturidade. A superfície do chapéu é normalmente irregular ou enrugada. É marrom-avermelhada no início, mas clareia para uma tom laranja-acastanhado com o passar do tempo.
O tronco ou estipe mede de 4 a 8 cm de comprimento e cerca de 0,5 a 1,5 cm de espessura. É quase igual em toda a sua extensão ou ligeiramente alargado na extremidade inferior. Sua superfície é seca, lisa e castanho-avermelhada. O tronco pode ser sólido ou recheado com um micélio de aspecto algodonoso, embora às vezes se torne parcialmente oco a medida que o fungo envelhece. A fixação das lamelas na estipe é do tipo adnata (diretamente ligadas ao tronco) a subdecorrentes (prolongando-se ligeiramente para baixo do comprimento da estipe). Elas estão dispostas bastante próximas uma das outras, e num primeiro momento são róseas-amareladas, mas com o tempo adquirem uma colocação vermelha mais escura ou marrom-avermelhada. As lamelas não são bifurcadas, nem se mancham com uma cor diferente quando danificadas, como acontece em certas espécies de Lactarius. A carne do cogumelo é firme, branca a laranja rosada, e não se mancha quando cortada. O látex, a substância leitosa produzida pelo fungo, é escasso, branco-amarelado quando exposto ao ar ambiente, imutável, e não mancha os tecidos com que entra em contato. Seu sabor é picante.

### Características microscópicas
Os esporos medem de 7 a 9 por 7 a 9 micrômetros (µm), são aproximadamente ou totalmente esféricos, ornamentados com um retículo parcial ou completo (cristas na superfície interligadas entre si, formando um espécie de rede), com proeminências de até 0,5 µm de altura. Os basídios, as células portadoras de esporos, possuem dois ou quatro esporos cada e medem de 45 a 52 por 9 a 11 µm. A cutícula do chapéu é uma camada superficial mal definida formada de células infladas com pileocistídios filamentosos dispersos (cistídios no chapéu). Um tanto incomum para um cogumelo Lactarius, L. rufulus não tem ou tem poucas células inchadas (esferocistos) no chapéu e no tronco. A cor da impressão de esporos, uma técnica usada na identificação de fungos, varia de amarelo-claro a creme.

### Espécies similares
Lactarius rubidus tem uma aparência bastante semelhante a L. rufulus, mas seu látex possui uma consistência mais aguada, parecida com leite coalhado. Quando seco, exala um forte odor que lembra o do xarope de ácer ou o do doce de manteiga. Outro sósia é L. thiersii, que pode ser diferenciado por ter um chapéu e tronco menores e carne e látex de sabor suave. L. rufus pode ser confundido com o L. rufulus, mas sua carne e seu látex possui um gosto fortemente picante, e seus corpos de frutificação são mais robustos, além de sempre lhe faltar o umbo, estrutura que às vezes está presente no L. rufulus. Além disso, L. rufus normalmente cresce formando tufos, com os corpos frutíferos agrupados em uma base comum, e tem cores mais pálidas e um odor mais intenso. Já o L. vinaceorufescens se distingue por ter um látex amarelado.

## Ecologia, habitat e distribuição
Como todas as espécies do gênero Lactarius, L. rufulus é, ecologicamente, um fungo micorrízico, formando portanto uma associação simbiótica mutuamente benéfica com várias espécies de plantas. As ectomicorrizas garantem ao cogumelo compostos orgânicos importantes para a sua sobrevivência oriundos da fotossíntese do vegetal, tais como carboidratos solúveis; em troca, a planta é beneficiada por um aumento da absorção de água e nutrientes graças às hifas do fungo. A espécie tem estreita relação com carvalhos, formando uma ectomicorriza caracterizada por uma bainha externa que rodeia as radículas da árvore. Os corpos frutíferos do cogumelo crescem sobre o solo, espalhados ou em grupos, sob a copa de carvalhos, geralmente entre os meses de janeiro e março. Não é um fungo comum. Pensava-se que a espécie era exclusiva da Califórnia (onde são mais prevalentes na região sul do estado), porém há registros de espécimes coletados no México em 1998, e no Arizona em 2006.

## Uso culinário
L. rufulus é uma das poucas espécies de cogumelos comestíveis que se presta como ingrediente de sobremesas, devido ao seu sabor suave adocicado e cheiro que lembra o xarope de ácer. O micologista norte-americano David Arora sugere que os corpos frutíferos podem ser utilizados na culinária da mesma que forma que os outros candy caps, termo em inglês pelo qual são chamados alguns tipos de cogumelos de sabor adocicado. O odor é leve quando o cogumelo está fresco, mas, quando seco, exala uma "fragrância forte e inebriante, poderosa o suficiente para perfumar um quarto inteiro durante um ano". Quando utilizado na culinária, o cheiro é transmitido aos outros componentes do prato. O pó do cogumelo seco também é usado em sobremesas, e o fungo picado serve para fazer biscoitos. Chefs de cozinha da área da baía de São Francisco, na Califórnia, usam o L. rufulus como ingrediente de sorvetes, bolos e caramelos. São ainda um contraponto saboroso em pratos salgados, especialmente aqueles com carnes defumadas. Por não ser uma espécie comum, coletar uma boa quantidade de cogumelos é uma tarefa difícil, de modo que seu preço no comércio é geralmente elevado.